# Félix-Archimède Pouchet

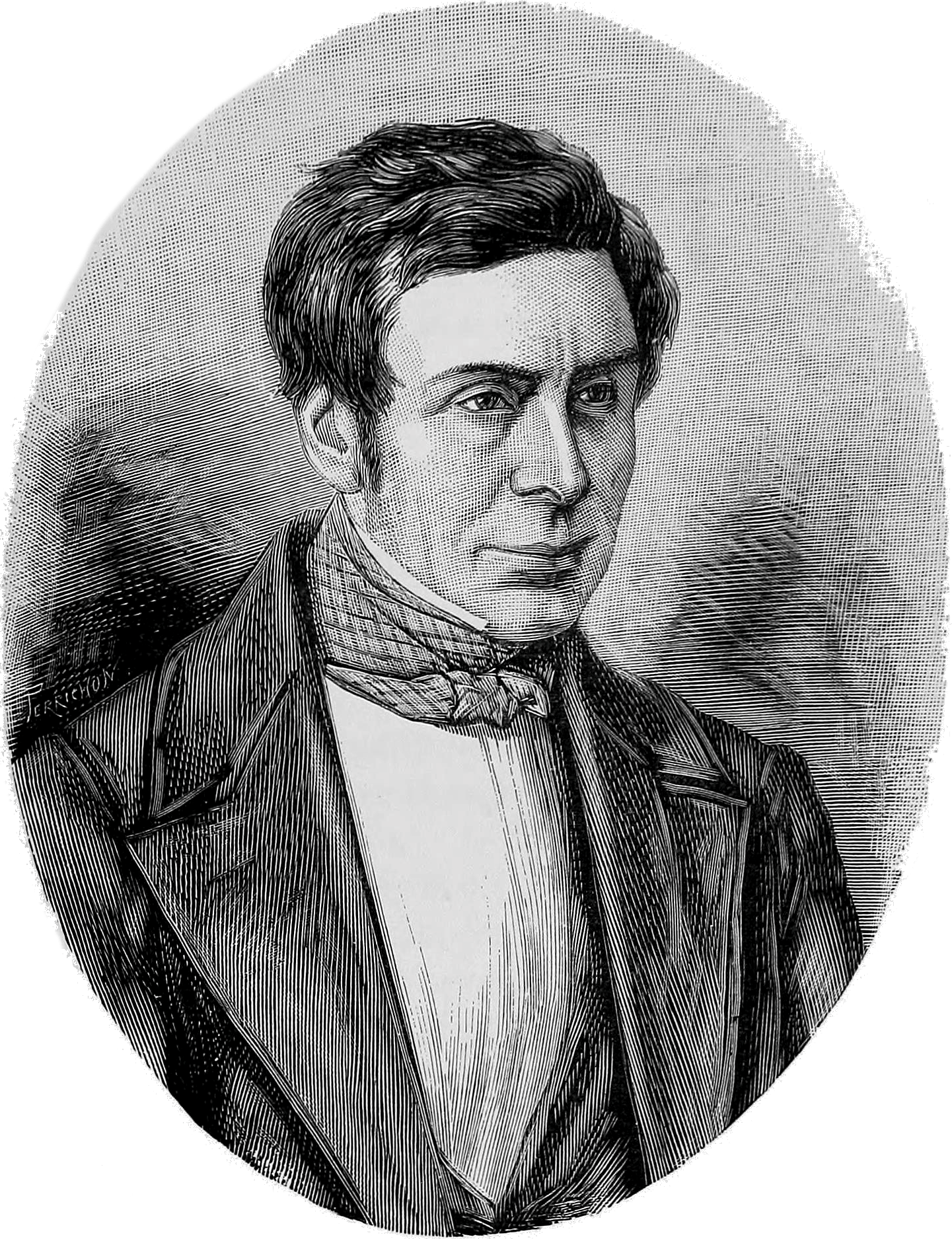
Félix-Archimède Pouchet

Félix-Archimède Pouchet (Rouen, 26 augustus 1800 – Rouen, 6 december 1872) was een Franse natuuronderzoeker opgeleid als arts. Hij was een pleitbezorger van de theorie over spontane generatie van leven uit niet levend materiaal. Als zodanig was Pouchet de opponent van Louis Pasteur en diens theorie.
Hij kreeg een aanstelling als docent (professeur) plantkunde aan een hogeschool voor geneeskunde verbonden aan het gemeentelijk natuurhistorisch museum van Rouen (Muséum d'histoire naturelle de Rouen). Hij was de vader van Georges Pouchet (1833-1894) die docent werd (en later hoogleraar) in de vergelijkende anatomie aan het Muséum national d'histoire naturelle te Parijs.
- Bibliothèque nationale de France: cb125042731 (data)
- Author citation (botany): Pouchet
- Stuttgart Database of Scientific Illustrators 1450–1950: 10069
- Gemeinsame Normdatei: 117716227
- International Standard Name Identifier: 0000 0001 0773 9682
- Library of Congress Control Number: n85800518
- Nationale Bibliotheek van Israël: 987007278628405171
- Nederlandse Thesaurus van Auteursnamen: 163209308
- Istituto Centrale per il Catalogo Unico: LO1V155327
- SNAC: w6h54cr4
- Système universitaire de documentation: 03397263X
- Trove: 808072
- Virtual International Authority File: 51794904
- WorldCat: E39PBJm4Whd3DmQ98qDQ6YM3wC